# 低档商品
劣等財（英語：inferior good），為一經濟學名詞，指當消費者實質所得增加後，需求會減少的財貨，如季芬財。如長途巴士（相對飛機）、快餐食品（相對餐廳）。劣等財為相對的，會依各人的所得水準而有所不同，一個人的劣等財對於另一個相對收入低很多的人而言可能是正常財。
根據無異曲線，一個消費者購買一件財貨的數量可以增加、減少或不變。在圖中，財貨Y是正常財。因為當收入從預算線BC1升至BC2，Y的購買量由Y1上升至Y2。而財貨X則是劣等財。因為當收入上升，其購買量由X1下跌至X2。